# Therese Malten

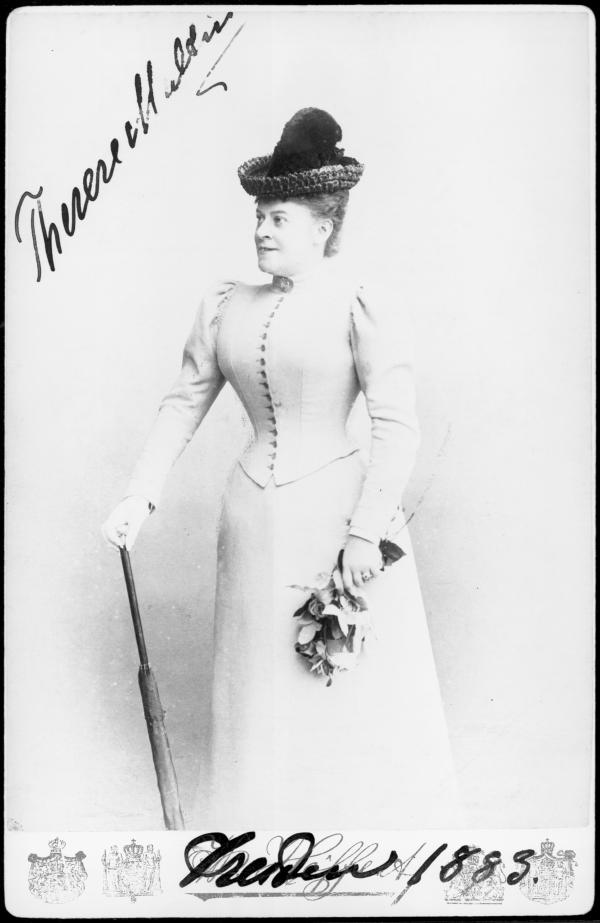
Therese Malten (1883)

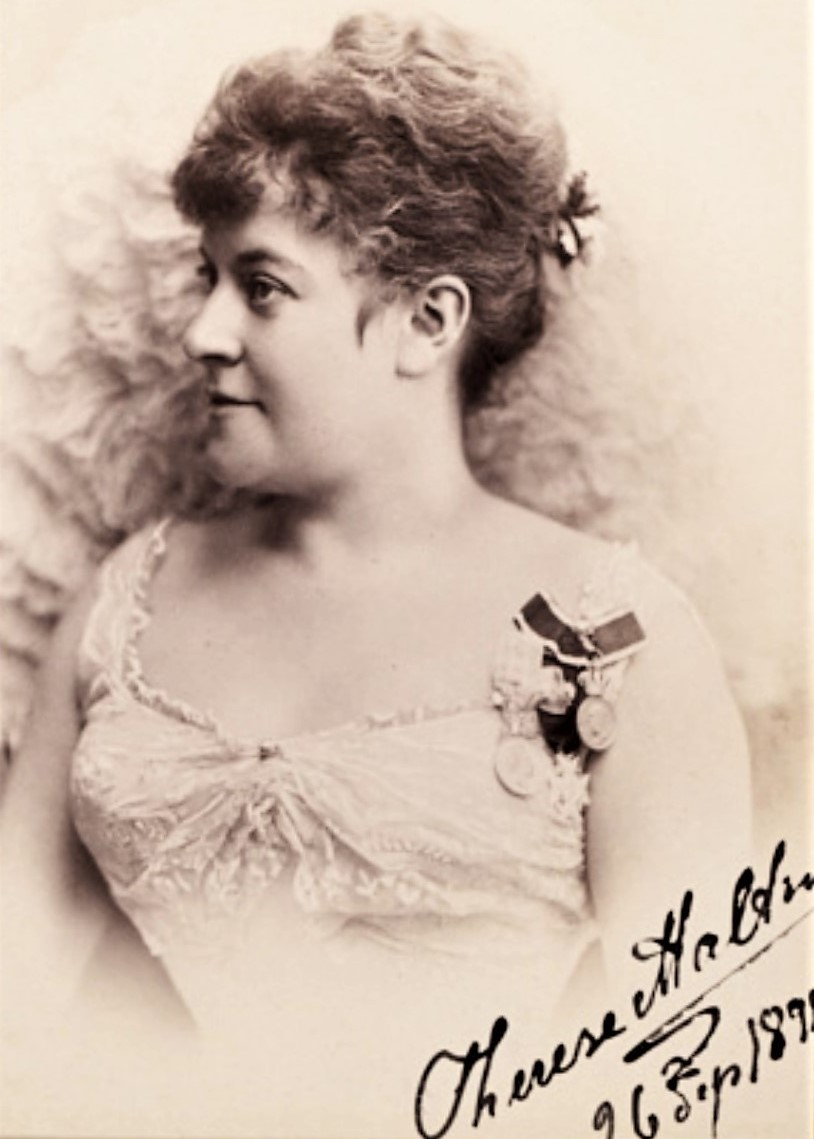
Therese Malten (1892)

Therese Malten, geborene Therese Müller, (* 21. Juni 1853 in Insterburg; † 2. Januar 1930 in Neu-Zschieren bei Dresden) war eine deutsche Opernsängerin (Sopran).

## Leben

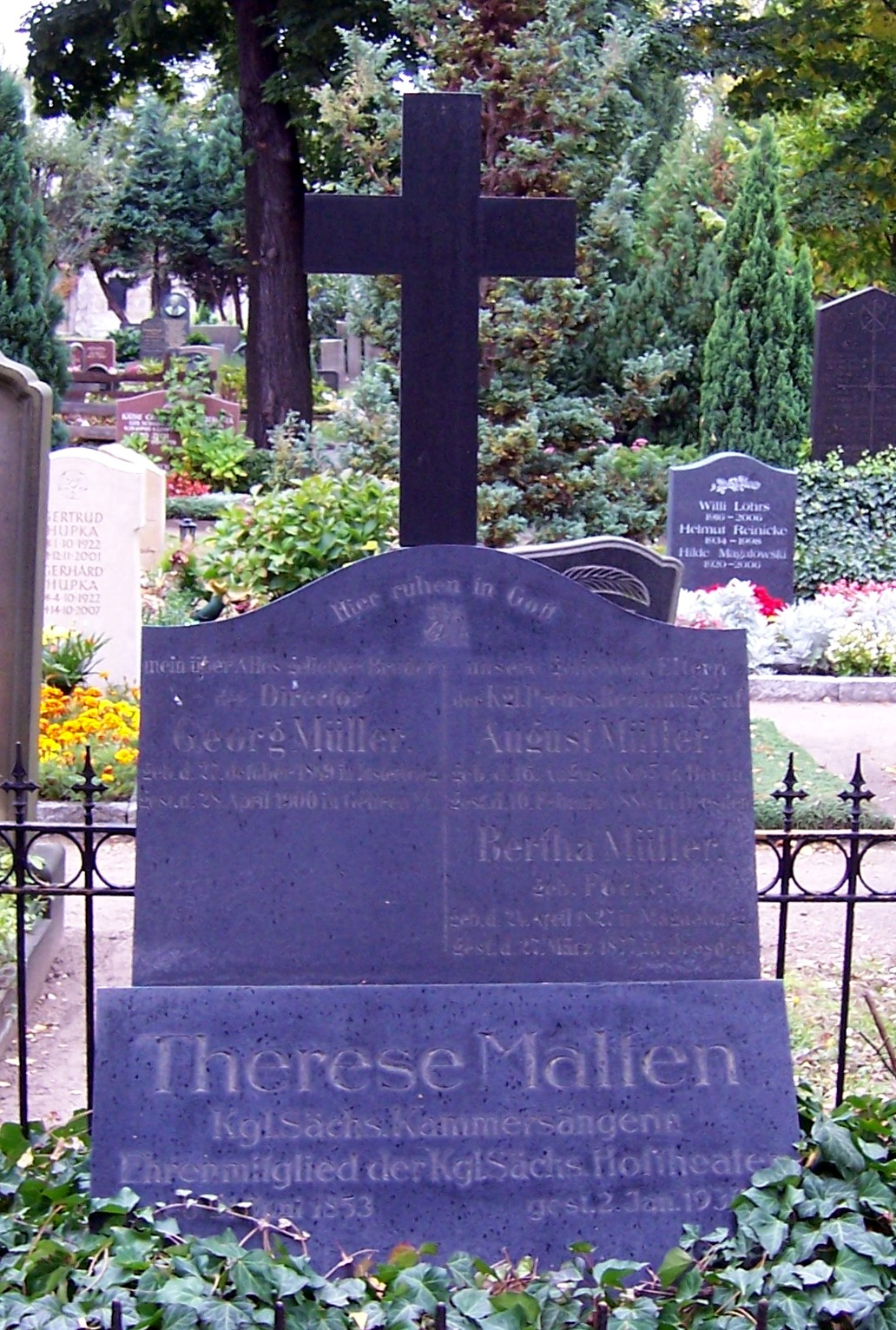
Grab von Therese Malten auf dem Trinitatisfriedhof in Dresden.

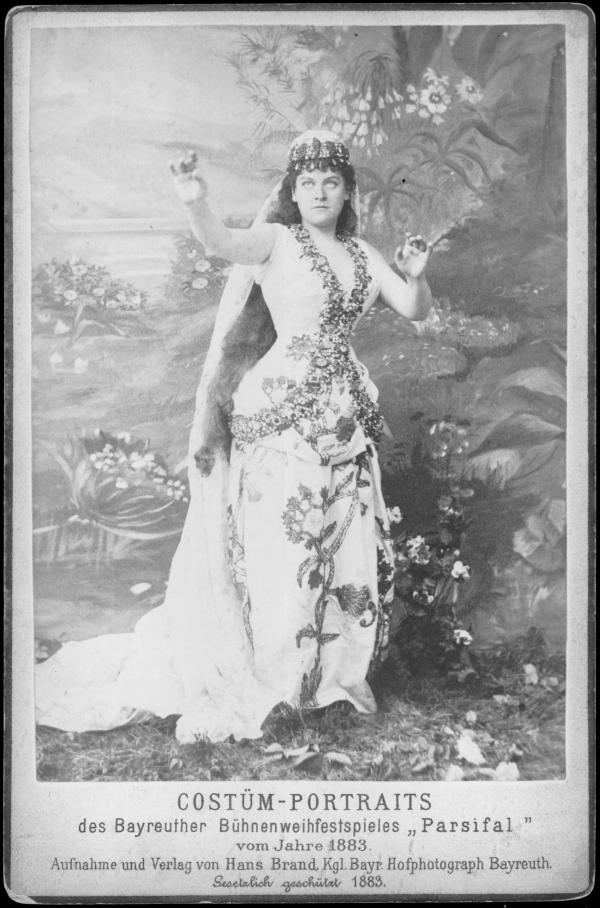
Therese Malten 1883 als Kundry

Malten, die Tochter eines königlich preußischen Regierungsrats, trat bereits mit vier Jahren das erste Mal bei einem Wohltätigkeitskonzert in Marienburg auf. Später erhielt sie auf Anraten von Anton Woworsky eine Ausbildung bei Richard Kahle im Fach Hochdramatische in Danzig und Berlin. Den Gesangsunterricht übernahm Gustav Engel.
Am 30. Mai 1873 debütierte sie als „Pamina“ in der Zauberflöte an der Dresdner Hofoper und war danach bis zu ihrem Abschied von der Bühne 1903 nur an dieser Oper. Gastspiele führten sie an fast alle europäische Opernhäuser. Richard Wagner, der sie im Herbst 1881 in Dresden als „Senta“ im Fliegenden Holländer hörte, lud sie für seine Festspiele 1882 nach Bayreuth, um sie die Kundry im Parsifal in Bayreuth singen zu lassen. 1883 und 1884 wurde sie von König Ludwig II. aufgefordert, in Separatvorstellungen die „Kundry“ zu singen.
Ihren Wohnsitz hatte Malten von 1893 bis 1930 in Kleinzschachwitz-Zschieren bei Dresden. Die am Elbufer (gegenüber Schloss Pillnitz) gelegene Therese-Malten-Villa wurde von Bruno Müller im Stil der Neo-Renaissance errichtet. In der aufwändig renovierten Villa befindet sich heute eine kleine Pension. Therese Malten unterstützte Waisenkinder, Kriegsgeschädigte und andere Bedürftige.
Sie war langjährige Lebensgefährtin der österreichischen Philosophin, Literatur- und Musikkritikerin Helene von Druskowitz.
Therese Malten starb im Alter von 74 Jahren und wurde auf dem Trinitatisfriedhof in Dresden beigesetzt. In Dresden erinnert die Therese-Malten-Straße an sie. Sie war Ehrenmitglied des Hoftheaters Dresden.

## Rollen
- Pamina – Die Zauberflöte (Wolfgang Amadeus Mozart)
- Kundry – Parsifal (Richard Wagner)
- Elisabeth – Tannhäuser und der Sängerkrieg auf der Wartburg (Richard Wagner)
- Senta – Der Fliegende Holländer (Richard Wagner)